# Tetracme stocksii
Tetracme stocksii là một loài thực vật có hoa trong họ Cải. Loài này được Boiss. miêu tả khoa học đầu tiên năm 1867.